# Philip Hardie

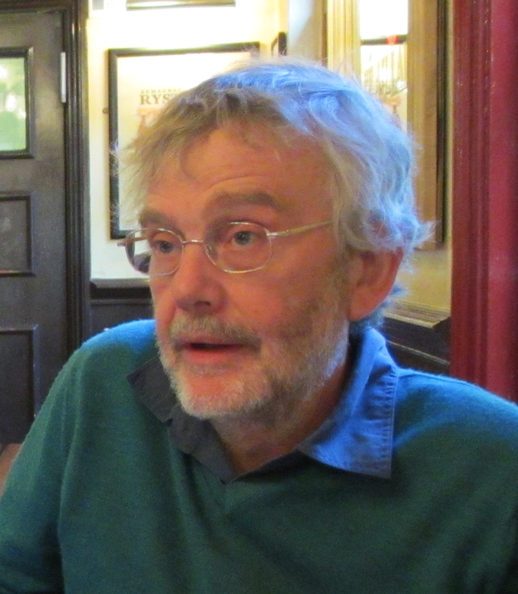
Philip Hardie

Philip Russell Hardie FBA (* 13. Juli 1952) ist ein britischer Latinist und Senior Research Fellow am Trinity College, Cambridge sowie Honorary Professor of Latin an der Universität Cambridge.
Hardie war von 2002 bis 2006 Lehrstuhlinhaber im Fach Latein am Corpus Christi College, Oxford. Im Winter 2010 ist Hardie Webster Distinguished Lecturer and Visiting Professor am Department of Classics der Stanford University.
Hardie arbeitet hauptsächlich zur lateinischen Dichtung der republikanischen und der Kaiserzeit, insbesondere Vergil (Hardie hat unter anderem die Vergilkommentare von John Conington neu herausgegeben), und zählt zu den maßgeblichen Förderern der philologischen Ovidrenaissance im 20. Jahrhundert. Gegenwärtig beschäftigt er sich mit der Geschichte der Fama, des Gerüchts und des Ruhmes in der Literatur von Homer bis Alexander Pope und der Rezeption der antiken Literatur in der englischen Renaissance.
2000 wurde er zum Mitglied der British Academy gewählt. 2012 wurde er als ordentliches Mitglied in die Academia Europaea aufgenommen. Er ist Ehrendoktor der Universität Thessaloniki.

## Schriften
Monographien
- The Last Trojan Hero. A Cultural History of Virgil’s Aeneid (Tauris 2014), ISBN 978-1-78076-247-0
- Rumour and Renown: Representations of Fama in Western Literature (Cambridge University Press 2012), ISBN 978-0-521-62088-8
- Lucretian Receptions: History, the Sublime, Knowledge (Cambridge University Press 2009), ISBN 0-521-76041-0
- Ovid’s poetics of illusion (Cambridge 2002), ISBN 0-521-80087-0; Rezension von: Garrett A. Jacobsen, in: Bryn Mawr Classical Review 2002.11.20
- Virgil (Greece & Rome. New surveys in the classics, Bd. 28; Cambridge University Press, 1998), ISBN 0-199-22342-4
- The Epic Successors of Virgil. A Study in The Dynamics of a Tradition (Roman Literature and its Contexts; Cambridge 1993), ISBN 0-521-41542-X
- Virgil’s Aeneid: Cosmos and Imperium (Oxford 1986), ISBN 0-198-14036-3; Rezension von: W. R. Johnson, in: The Classical Journal Bd. 83.3, 1988, Ss. 269–271; Kenneth J. Reckford, in: Classical Philology Bd. 85.1, 1990, Ss. 72–77

Herausgeberschaften
- (Hg., mit Helen Moore): Classical Literary Careers and their Reception (Cambridge University Press 2010), ISBN 0-521-76297-9
- (Hg.): Conington’s Virgil. Edited by John Conington and Philip R. Hardie. Set of Six Volumes. Liverpool University Press, Liverpool 2009.
- (Hg.): Paradox and the Marvellous in Augustan Literature and Culture (Oxford Univ. Press 2009), ISBN 0-199-23124-9
- (Hg., mit Stuart Gillespie): Cambridge Companion to Lucretius (Cambridge 2007), ISBN 0-521-61266-7
- (Hg.): Cambridge Companion to Ovid (Cambridge 2002), ISBN 0-521-77528-0; Rezension von: Joseph Farrell, in: Bryn Mawr Classical Review 2004.12.21
- (Hg., mit Alessandro Barchiesi und Stephen Hinds): Ovidian Transformations. Essays on Ovid’s Metamorphoses and Its Reception (Cambridge Philological Society, Supplementary Volume no. 23, 1999), ISBN 0-906-01422-0
- (Hg.): Virgil: Critical Assessments (Routledge 1999), ISBN 0-415-15245-3

Kommentare
- Virgil, Aeneid Book IX (Cambridge Greek and Latin Classics,  1994), ISBN 0-521-35126-X; Google Bücher